# 上米田村
上米田村（かみよねだむら）は、かつて岐阜県加茂郡に存在した村である。
現在の加茂郡川辺町の東部であり、飛騨川東岸の地域である。

## 歴史
- 江戸時代末期、この地域は美濃国加茂郡であり、尾張藩領であった。
- 1889年（明治22年）7月1日 - 福島村、下飯田村、比久見村、下吉田村合併し、上米田村となる。
- 1955年（昭和30年）4月1日 - 川辺町と対等合併し、川辺町となる。

## 学校
- 上米田村立上米田小学校（現・川辺町立川辺東小学校）
- 加茂郡学校組合立中部中学校

## 神社・仏閣
- 太部神社